# Hans Speidel
Hans Speidel (Metzingen, 28 oktober 1897 - Bad Honnef, 28 november 1984) was een Duits generaal gedurende de Tweede Wereldoorlog en de eerste Duitse opperbevelhebber van de NAVO tijdens de Koude Oorlog.

## Biografie
Speidel begon zijn militaire carrière in 1914 bij het uitbreken van de Eerste Wereldoorlog en werd al spoedig bevorderd tot onderluitenant. Bij de Slag aan de Somme was hij aanvoerder en werd al spoedig adjudant. Na de oorlog bleef Speidel bij het Duitse leger en klom langzaam op tot de functie luitenant-kolonel. Hij nam met succes deel aan de Slag om Frankrijk tijdens de Tweede Wereldoorlog en in 1941 werd hij gepromoveerd tot kolonel. De promoties gingen door en in 1944 werd hij gepromoveerd tot stafchef onder Erwin Rommel, bij Heeresgruppe B. Nadat Rommel gewond was geraakt bij een luchtaanval, kreeg Speidel als generaal tijdelijk de leiding over Heeresgruppe B.
Speidel was een Duits nationalist en wilde vechten tegen Frankrijk en het Verdrag van Versailles ongedaan maken, maar kon zich niet vinden in de nazistische rassenpolitiek. Speidel was lid van de groep die het mislukte complot van 20 juli 1944 had opgezet, waarna de Gestapo hem voor het 'Ehrenhof', de krijgsraad van de Wehrmacht bracht. Deze pleitte hem echter 'niet schuldig, maar ook niet vrij van verdenkingen', waardoor hij niet bij het Volksgerichtshof van Roland Freisler hoefde te komen. Speidel werd echter wel gevangengezet. Een brief van Rommel aan Hitler om zijn vrijlating mocht niet baten. Tijdens zijn gevangenschap heeft hij desalniettemin aangegeven dat Rommel wist of moest hebben geweten van de aanslag op de Führer waardoor Rommel, als hoogste in rang, als hoofdverantwoordelijk werd beschouwd. Rommel werd daarop uiteindelijk gedwongen tot zelfdoding. Rommel was geen aanhanger van de nazi-ideologie en sloot zich uiteindelijk aan bij het verzet, maar hij was tegen een moordaanslag op Hitler, bang voor een burgeroorlog en het maken van een martelaar van Hitler. In plaats daarvan had hij een eigen plan bedacht, namelijk het westfront openstellen voor de geallieerden. Speidel wist samen met enkele commandanten te ontsnappen en onder te duiken. Op 29 april 1945 werd hij op zijn onderduikadres bevrijd door Franse troepen.
Na de oorlog werd Speidel hoogleraar moderne geschiedenis aan de Universiteit van Tübingen en publiceerde in 1950 zijn boek Invasion 1944. Na de Tweede Wereldoorlog werd een nieuw Duits leger opgezet, de Bundeswehr. Speidel sloot zich daar bij aan en kreeg hierdoor bij de NAVO de rang van generaal. 
Hans Speidel kreeg in 1957 het NAVO-bevel over de geallieerde landstrijdkrachten in Midden-Europa. Na de benoeming van Speidel barstte een storm van kritiek los. Zijn rol tijdens de oorlog bleef omstreden. Deze post heeft hij tot 1963 bekleed.

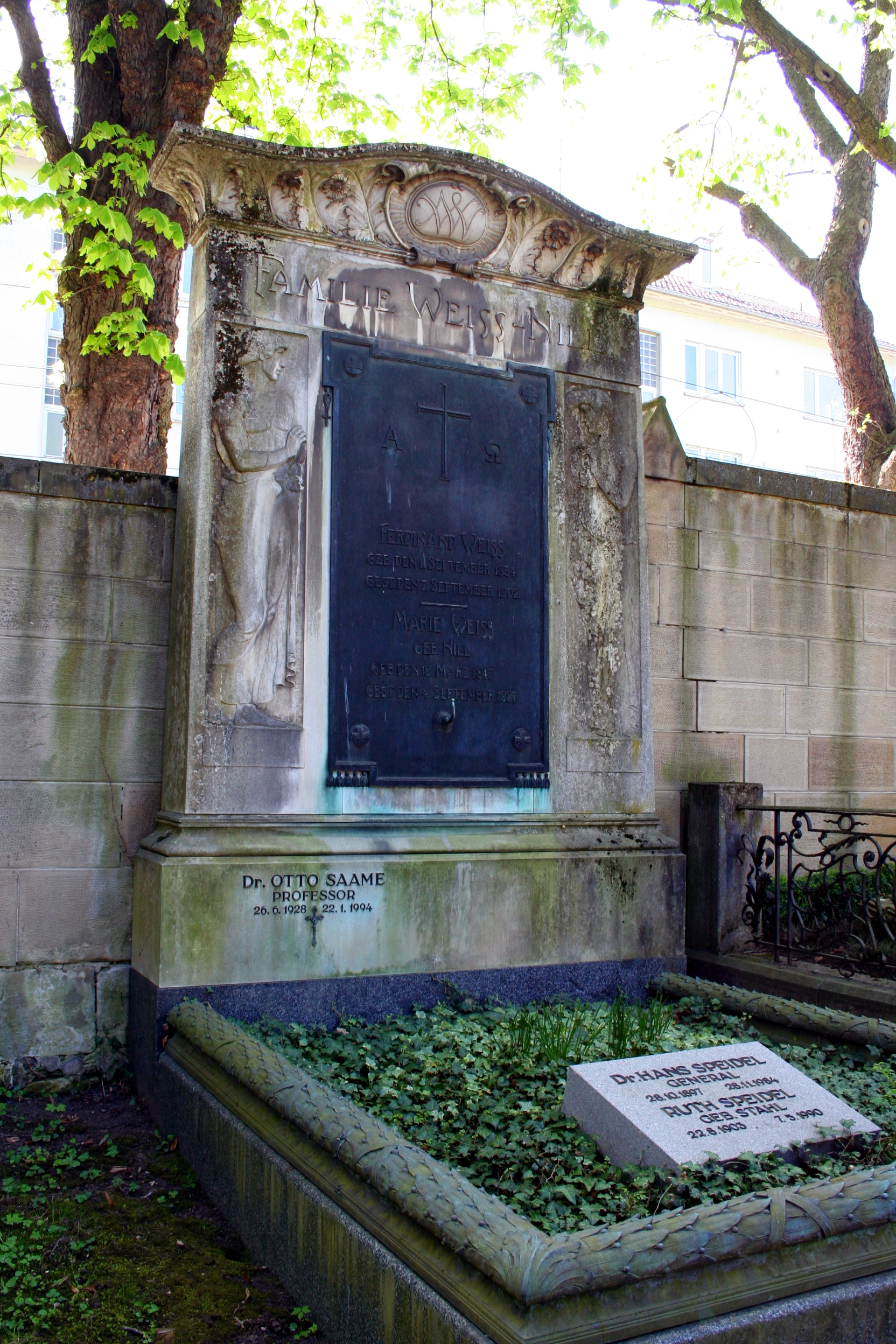
Graf op het Pragfriedhof in Stuttgart

## Militaire loopbaan
Deutsches Heer
- Kriegsfreiwilliger: 1914
- Fahnenjunker-Gefreiter: 1914
- Fahnenjunker-Unteroffizier: april 1915
- Leutnant: november 1915[4]
- Oberleutnant: 1 april 1925[4]
- Hauptmann: 1 februari 1932[4]

Wehrmacht
- Major i.G.: 1936[4]
- Oberstleutnant i.G.: 1940[4]
- Oberst i.G.: 1 februari 1941[4]
- Generalmajor: 1942[4]
- Generalleutnant: 1943[5]/1 januari 1944[4]

Bundeswehr
- Generalleutnant: 22 november 1955[5]
- General: 14 juni 1957

## Decoraties
- Ridderkruis van het IJzeren Kruis op 1 april 1944 als Generalleutnant en Chef van de General Staf van het 8e Leger[6][5][7]
- Duitse Kruis in goud op 8 oktober 1942 als Oberst in Generstab in de Generale Staf V. Armeekorps[6][5][8]
- Médaille militaire
- IJzeren Kruis 1914, 1e Klasse (1917)[9]en 2e Klasse (1915)[9]
- Militaire Medaille voor Verdienste (Württemberg) in goud in 20 februari 1917[9][5][10]
- Militaire Medaille voor Verdienste (Württemberg) in zilver in 1915[9]
- Herhalingsgesp bij IJzeren Kruis 1939, 1e Klasse (1940)[6][5][9]en 2e Klasse (1939)[6][5][9]
- Westwall Medaille in 1940[9]
- Grootkruis met Ster en Grootlint in de Orde van Verdienste van de Bondsrepubliek Duitsland in 1963[9]
- Dienstonderscheiding van Leger en Marine (Duitsland) voor (25 (2 oktober 1936)[5]dienstjaren)
- Erekruis voor Frontstrijders in de Wereldoorlog in 1935[5]
- Commandeur in het Legioen van Eer in 1961[9]
- Beierse Orde van Verdienste in 1974[9]
- Ereburger van Metzingen

## Galerij

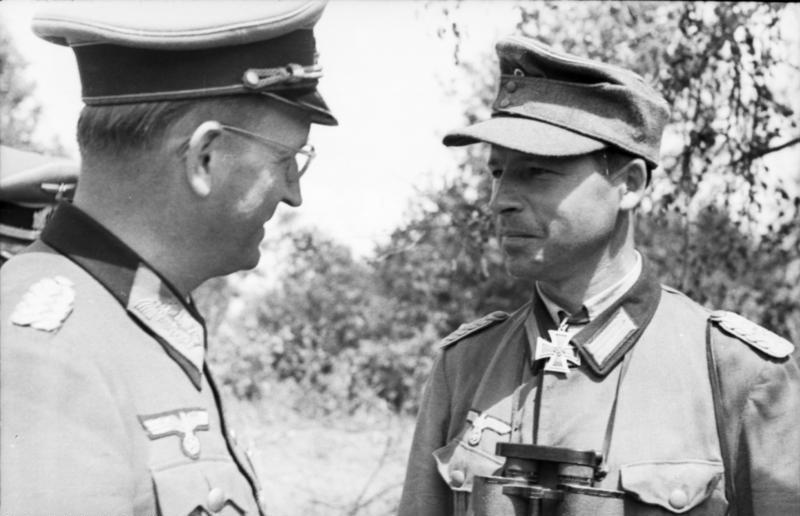
Generalmajor Speidel (links) met Oberstleutnant Josef Grassmann van de 326ste Grenadier Regiment aan het Oostfront in 1943.
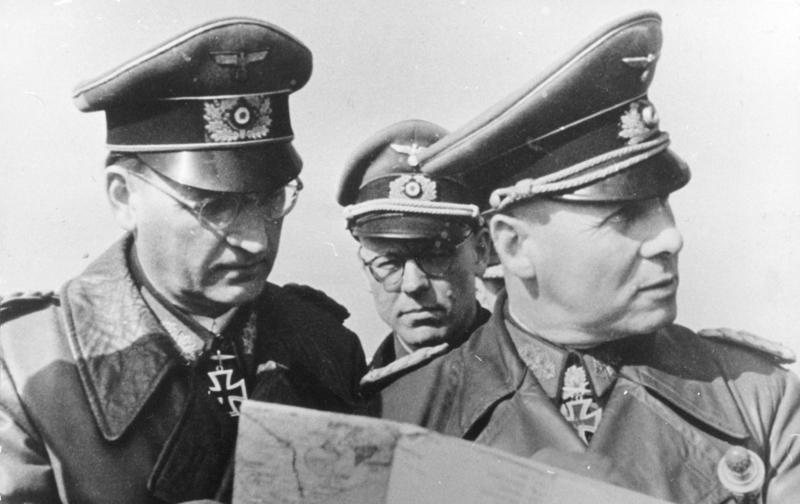
Speidel met Rommel, april 1944.
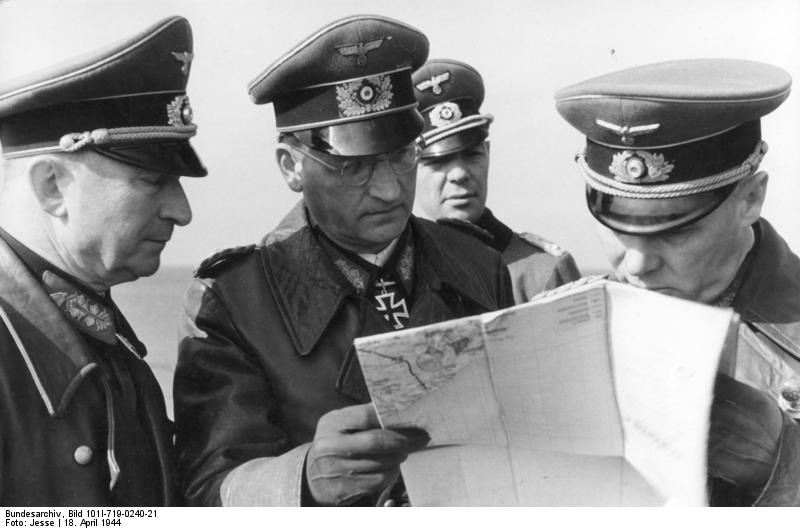
Erwin Rommel, Hans Speidel en Hans Sinnhuber in de Pas-de-Calais in 1944.
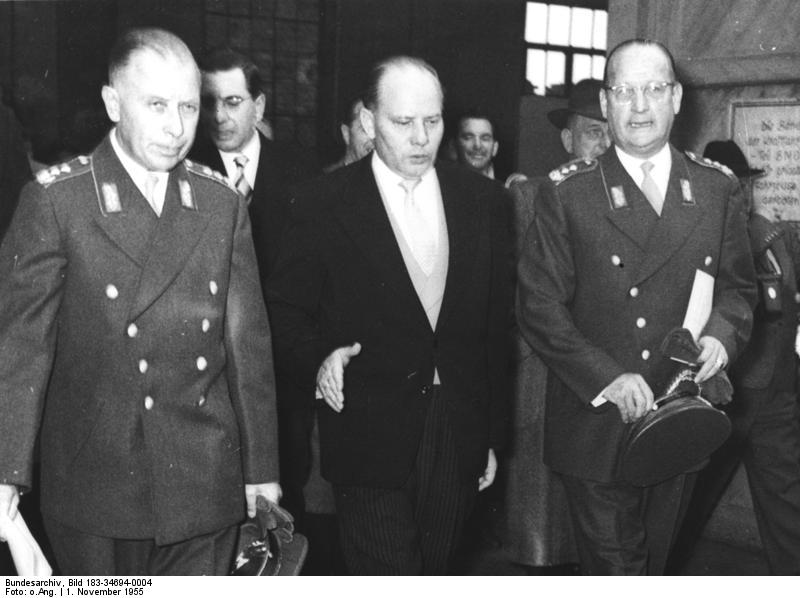
Van links naar rechts, Adolf Heusinger, inspecteur-generaal, van de Federale Strijdkrachten, Bondsrepubliek Duitsland; Theodor Blank, minister van Defensie, minister van Arbeid, CDU, Bondsrepubliek Duitsland; en Hans Speidel, Algemeen, opperbevelhebber van de NAVO-strijdkrachten Midden-Europa, Duitsland, in 1955.
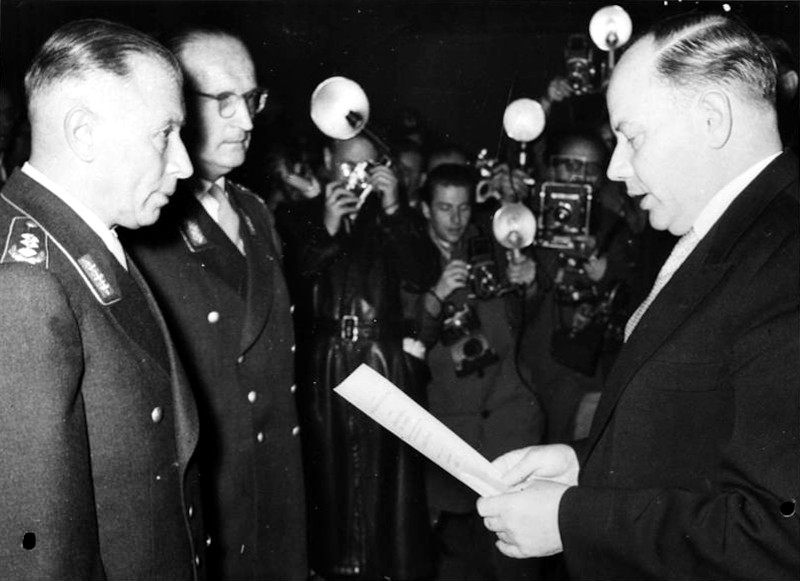
Generalleutnant Adolf Heusinger en Generalleutnant Hans Speidel met Minister van Defensie Theodor Blank.